# 甲下皮
甲下皮（英語：hyponychium），是指甲体远端游离缘的下端附着的角质层。甲下皮是不可再生的基质处的甲床与甲板远端下方指尖皮肤的连接。